# Höngener und Säffeler Bruch
Koordinaten: 51° 1′ 39″ N, 5° 57′ 24″ O
Das Naturschutzgebiet Höngener und Säffeler Bruch liegt auf dem Gebiet der Gemeinden Gangelt und Selfkant im Kreis Heinsberg in Nordrhein-Westfalen.
Das aus vier Teilflächen bestehende Gebiet erstreckt sich nordwestlich des Kernortes Gangelt zwischen Stein, einem Ortsteil von Selfkant, im Nordwesten und dem östlich gelegenen Breberen, einem Ortsteil von Gangelt. Es liegt zu beiden Seiten der Landesstraße L 410 entlang des Saeffeler Baches. Südlich des Gebietes verläuft die B 56 und nördlich die Staatsgrenze zu den Niederlanden.

## Bedeutung
Das etwa 65,8 ha große Gebiet wurde im Jahr 1989 unter der Schlüsselnummer HS-011 unter Naturschutz gestellt. Schutzziele sind Erhaltung, Förderung und Wiederherstellung von Erlenauwäldern und Eichen-Hainbuchenwäldern.